# 울프-룬드마크-멜로테 은하
울프-룬드마크-멜로테 은하(Wolf-Lundmark-Melotte 銀河, DDO 221)는 국부 은하군의 가장자리에 있는 불규칙 은하이다. 1909년 막스 볼프에 의해 발견되었으며, 1926년 Knut Lundmark와 P.J. Melotte에 의해 특성이 알려졌다. 고래자리에 있으며, 적경 0h 0.2m, 적위 -15˚28′이다. 우리로부터 304만 광년 떨어져 있으며, 겉보기 등급은 +10.9 등급이다.